# صداع التوتر
صداع التوتر (بالإنجليزية: Tension headache أو tension-type headache بحسب جمعية الصداع الدولية)‏ هو أكثر أنواع الصداع الأساسي شيوعا فهو يمثل 90% من حالات الصداع. الألم ينتشر في الجزء الأسفل من الرأس والرقبة والعينين ومجموعة من عضلات الجسم.
يصيب صداع التوتر حوالي أكثر من 20% من الناس، وهو شائع أكثر عند النساء أكثر من الرجال (23% و 18% على التوالي).
من الأدوية النافعة في علاج صداع التوتر مضادات الاكتئاب ثلاثية الحلقات ومثبطات إعادة امتصاص السيروتونين الانتقائية، أما الأدلة على فعالية بروبرانولول ومرخيات العضلات فهي ضعيفة.

## العلامات والأعراض
وفقًا للطبعة الثالثة من التصنيف الدولي لاضطرابات الصداع، فيجب أن تستوفي الهجمات المعايير التالية:
- مدة تتراوح بين 30 دقيقة و 7 أيام.
- اثنان على الأقل من الخصائص الأربع التالية:
  - الألم في كلا جانبي الرأس
  - شدة خفيفة إلى معتدلة
  - الألم من النوع الشادد أو الضاغط (وليس النباض)
  - لا يتفاقم بسبب النشاط البدني الروتيني مثل المشي أو صعود السلالم
- كلا ما يلي:
  - لا يترافق مع غثيان أو إقياء
  - إما رهاب ضوء (حساسية للضوء الساطع) أو رهاب الصوت (حساسية للأصوات العالية)

قد يترافق الصداع التوتري بألم في فروة الرأس عند الضغط اليدوي عليها خلال النوبة.

## عوامل الخطورة
قد تتسبب بعض العناصر المعجلة في حدوث صداع التوتر عند الأفراد المعرضين للإصابة به:
- القلق
- الإجهاد
- مشاكل النوم
- صغر السن
- الصحة السيئة

## التشخيص

### التشخيص التفريقي
لا تستلزم الإصابة بصداع التوتر أجراء تحاليل مكثفة، إذ بالإمكان وضع التشخيص اعتمادًا على التاريخ المرضي والفحص السريري. في حال الشك بتشخيص أكثر خطورة يمكن اللجوء إلى التصوير بالرنين المغناطيسي المعزز للتباين. علاوةً على ذلك، يجب وضع تشخيص التهاب الشريان ذو الخلايا العملاقة بعين الاعتبار عند أولئك الذين يبلغون من العمر 50 عامًا وما فوق. تتضمن الفحوصات لتشخيص التهاب الشريان ذو الخلايا العملاقة تحاليل الدم لتحري التغيرات في قيم معدل ترسب الكريات الحمراء والبروتين المتفاعل.
- صداع نصفي
- ضعف الفك السفلي
- أمراض الجيوب الأنفية
- امراض العين
- أمراض العمود الفقري العنقي
- العدوى عند المصابين بضعف المناعة
- كتلة داخل القحف
- ارتفاع ضغط الدم مجهول السبب داخل الجمجمة
- الصداع الناتج عن استعمال مفرط للأدوية
- صداع ثانوي (صداع ناتج عن اضطراب آخر)
- التهاب الشريان ذو الخلايا العملاقة (50 سنة من العمر)
- ارتخاء الجلد[10]

## الوقاية

### تعديلات أسلوب الحياة
قد يساعد التزام وضعية مناسبة خلال الجلوس أو الوقوف في علاج الصداع التوتري الذي قد يكون ناشئًا عن ألم رقبي
تناول الكحول من شأنه أن يزيد العرضة لصداع التوتر أو شدته
يساعد شرب الماء وتجنب الإصابة بالتجفاف في الوقاية من صداع التوتر
قد يصاب الأشخاص الذين يعانون من كزاز الفك بالصداع، وإن معالجة هذه الحالة من قبل طبيب الأسنان تفيد في الوقاية من الإصابة بالصداع
. يؤدي تحسين حالة التوتر والاسترخاء في كثير من الأحيان إلى تقليل احتمالية الإصابة بالصداع.
قد تساعد تقنيات الارتجاع البيولوجي أيضًا

### العلاج الدوائي
يمكن علاج الأشخاص الذين يعانون من 15 نوبة صداع أو أكثر في الشهر بأنواع معينة من مضادات الاكتئاب اليومية والتي تعمل على الوقاية من حدوث صداع التوتر المستمر. بالنسبة لأولئك الذين لديهم استعداد للإصابة بصداع التوتر، فإن الخط الأولي من العلاج الوقائي هو أميتريبتيلين، بينما يعتبر ميرتازابين وفينلافاكسين من الخطوط الثانوية في العلاج. ظهر أن مضادات الاكتئاب ثلاثية الحلقات مفيدة في الوقاية. ورد أيضًا أن مضادات الاكتئاب ثلاثية الحلقات تتمتع بفعالية أكبر من مثبطات استرداد السيروتونين الانتقائية ولكن آثارها الجانبية أكثر. الأدلة ضعيفة على استخدام مثبطات استرداد السيروتونين الانتقائية وبروبرانولول ومرخيات العضلات في الوقاية من صداع التوتر.